# Moona

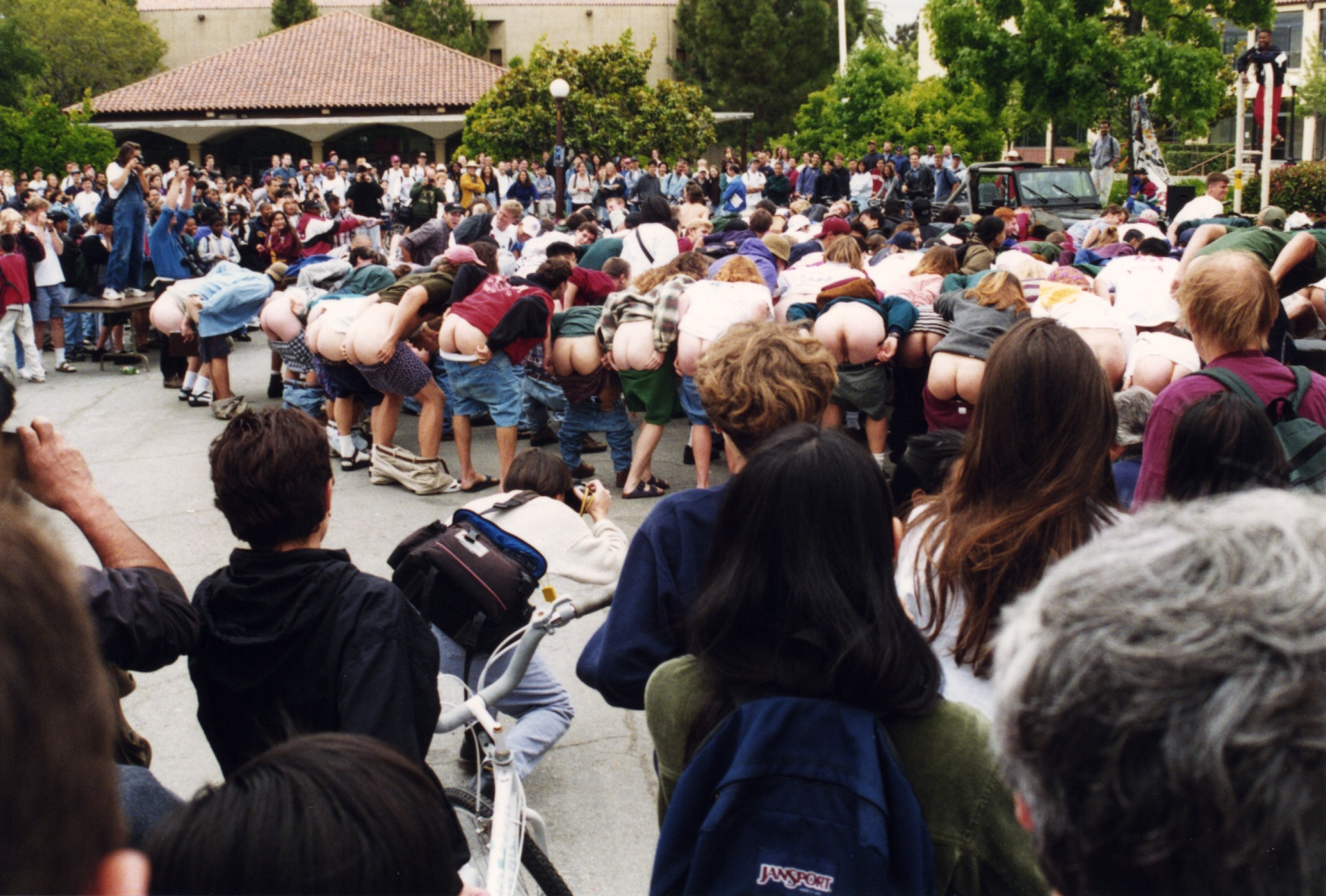
Mooning på Stanford University.

Mooning, att moona, är att visa sin bara bakdel för andra. Det är ofta tänkt som en förolämpning men kan lika väl göras för att skapa glädje, väcka debatt, som en protesthandling eller för att gå utanför ramarna eller avreagera sig. Görs den med glimten i ögat så kan det bli något som lättar på stämningen. Ibland moonar människor i grupp.
Inom Sverige har den även gått under benämningen "att göra en barras", vilket troligen kommit från engelskans bare ass. 